# 混一疆理歴代国都之図
混一疆理歴代国都之図（こんいつきょうりれきだいこくとのず）、略称疆理図（きょうりず）とは1402年に李氏朝鮮で作られた地図。名称は「歴史上の首都一覧図」を意味する。（「混一」はひとまとめを、「疆」は国境あるいは国土を意味する。）混一疆理図と略されることもあるが、後述する清浚による『混一疆理図』と紛らわしいため、あまり使われない。1402年という作成年は、下に書かれている奥付に基づく。現存するものは写本のみであり、それに書かれている地名から類推すると、遅ければ1592年の情報が混入している可能性もある。
これはモンゴル帝国を表した地図としても有名であり、イスラムの先端科学と中国の先端科学が統合してできたものである。この地図は西はアフリカ、ヨーロッパから東は日本まで、いわゆる旧世界全体を表している。この地図は、15世紀末まで、世界地図としてヨーロッパのものよりも優れていた。

## 現存する写本
現存するものはわずか2つであり、いずれも日本にある。
現在龍谷大学が所有するもの（同大学大宮図書館所蔵。以後「龍谷大学図」と表記）は、20世紀初頭から近代的学問の手法での研究対象になっている。大きさは163cm×158cmで、絹布の上に描かれている。龍谷大学本は朝鮮半島で作られた写本と見られるが、いつごろ日本にもたらされたかは分かっていない。大谷光瑞が買い求めたという説と、16世紀末の文禄・慶長の役の際に獲得したものを豊臣秀吉が西本願寺に与えたという説がある。
もう一つは1988年に長崎県島原市の本光寺で発見されたもの（以後「本光寺図」）である。これは龍谷大学図よりもかなり大きい280cm×220cmである。本光寺図は江戸時代の日本で複写されたものと見られる。
日本には、さらに疆理図に関連する地図が2つある。熊本の本妙寺にある「大明国地図」、天理大学にある「大明国図」である。この2つは後年にオリジナルから複写したものと見られる。最も大きな違いは、中国の表記が「元」であるところが「明」となっていることである。
寺に伝わっている話によると、本妙寺の地図は加藤清正が文禄・慶長の役に際して豊臣秀吉から賜ったものということになっている。しかしながら、朝鮮王朝側の証言として1593年に記された宣祖実録によると、「加藤清正に降伏した朝鮮官僚の息子が中国と韓国の地図の複写を提供した」との記録があり、これが本妙寺の地図である可能性がある。

## 地図作成に使われた情報
龍谷大学図と本光寺図には、地図の下段に権近による奥付がある。『陽村先生文集』（陽村は権近の別名）にも同様の記録がある。権近によると、疆理図作成の際に4つの地図を参考にしている。
- 李沢民による声教広被図（世界地図）
- 清浚による混一疆理図
- 無名の朝鮮半島地図
- 無名の日本地図。行基図と考えられている[6]。

建文4年（1402年）、韓国政府の金士衡、李茂、李薈は2種の中国地図を組み合わせて新しい地図を作った。李沢民の地図は満洲南部に流れる遼河の少し先までしか描かれていなかったので、朝鮮半島全部と日本も加えた地図にした。これが疆理図である。以下、その成立の過程を解説する。

### モンゴル帝国の地図
疆理図の成立はモンゴル帝国の歴史と深い関わりがある。モンゴル帝国は、西のイスラム世界と中国世界を繋いだ。モンゴル帝国は世界の地理と記録文化を統一することで、世界征服の事実を知らしめた。これにより、イスラムの先進科学と中国の先端科学が融合することになった。ただし、モンゴル帝国が中国に流通させた地図はあくまで「民間用」であった。モンゴル帝国はこの地図に描かれているよりもずっと詳細な情報を集めていたものと思われる。
1285年、モンゴル帝国は大元大一統志(zh)という地理解説書を作成した。（ただし地図部分は失われている。）1286年、ペルシア人の天文学者ジャマールッディーン（札馬剌丁）はモンゴル皇帝（カアン、大ハーン）クビライに対して、帝国領土の地図を集めて世界地図を作ることを提案し、天下地理総図を完成した。この図も、現代には伝わっていない。一方彼は、イスラムの船乗りから『Rāh-nāmah』（道路図）を入手した。その地図は、経世大典（1329-1333）に収められており、モンゴル人がイスラム教徒から正確なアジア内部の地理情報を得ていたことを証明している。これらの文化事業の影響を受け、1297年、道教の道士朱思本は九域志と呼ばれる地理解説書を完成した。彼はこの仕事を継続し、1311 - 1320年に輿地図と呼ばれる地図を作成した。この地図も、現存していない。
しかし、これらの資料は流通するには大きすぎた。中国の知識人達に影響を与えたのは、二次的資料だった。14世紀前半、翰墨全書や、陳元靚が編集した事林広記といった百科事典が作られ、中国人の知識は金や南宋時代の情報から元朝による新しい情報に更新された。
近年見つかった資料から、中国南部、とりわけ慶元路（現寧波）の辺りに、知識人達の個人的なネットワークがあったことが明らかにされている。泰州出身の清濬は慶元で『混一疆理図』を作成した。重要な文献を残したことで知られる烏斯道(zh)もまた慶元出身であった。当時から寧波は重要な港の1つであり、福州、広州、東南アジア、日本、高麗と交易があった。彼らはイスラムの船乗りから海の知識を得ていたものと思われる。

#### 声教広被図
李沢民の『声教広被図』（世界地図）は今日失われている。元の状態が後の時代の地図から再現されている。羅洪先の『広輿図』(1555)に収められた『東南海夷図』、『西南海夷図』が、沿岸と島嶼を除いた大部分が声教広被図の南半分のコピーであると考えられている。満洲語で描かれた明代の地図大明混一図もまた、李沢民の地図の複写と考えられている。
声教広被図は世界地図である。中国だけでなく、アフリカやヨーロッパも含まれていた。羅洪先の地図や大明混一図の内容から、声教広被図の方が後に李氏朝鮮で作られた疆理図よりも17世紀インドの地理を正確に表現していたものと考えられている。
作者李沢民についてはほとんど何も伝わっていない。地図上の地名からの類推で、声教広被図は1319年ごろに作られたものであり、1329～1338年頃に修正が加えられたものと思われる。もっとも、後に述べる烏斯道の言からは声教広被図が清濬の地図(1360?)よりも新しい可能性もある。

#### 広輪疆理図
道士の清浚(1328 - 1392)が作った『混一疆理図』もまた失われている。だが、明代の書籍収集家葉盛(1420 - 1474)の撰である水東日記に収められている『広輪疆理図』が混一疆理図の修正版と見られている。葉盛は厳節の奥付がなされた地図(1452)の記録も残している。厳節によると、広輪疆理図は1360年に作られたとのことである。もっとも、現存しているものには厳節によるものと思われる改変が加えられており、明代の地名が散見される。オリジナルであれば、元代の地名が記されているはずである。
『広輪疆理図』は歴史地図として中国の学者の間では有名だった。そこには当時の地名に加えて、旧都も記されていた。それはあくまで中国の歴史地図であり、世界地図ではなかった。だが、宋代の地図にはない、モンゴルや東南アジアの情報も含まれていた。海路も描かれていた。同じ海路が先述した本妙寺の地図にも描かれている。

#### 烏斯道の業績
李氏朝鮮で作られた地図の意義は、2つの中国地図を結合したことにあるだろう。もっとも、同じことがすでに烏斯道による春草斎集でなされている。烏斯道は『広輪図』と李汝霖による『声教被化図』（現代には伝わっていない）の統合を試みている。広輪図とは先に見た『広輪疆理図』のことと考えられている。また、李汝霖は李沢民の別名であり、声教被化図もまた声教広被図と同じものと思われる。
学者達は、文献上の根拠こそないが、金士衡が1399年に中国に旅行をした際、この2種類の中国地図を手に入れたものと考えている。別の可能性として、権近の奥付から類推すると、烏斯道の業績を含めていくつかの機会に亘って少しずつ地図が集められたとも考えられる。

### 朝鮮の地図
権近は、朝鮮半島の地理に関しては、李沢民の地図が不正確であると考えた。彼が手に入れた李沢民の地図の南半分には詳しい記述がなかったのである。清浚の地図は高麗の記述に関しては李沢民の地図よりいくらかましであった。
それでも権近はこれを正しい朝鮮半島の姿とは考えず、詳しいことは明らかでないが、李薈による八道図を多分に参考にしたものと考えられている。ただし、現存する最も古い高麗地図は1470年代のものであり、参考にした情報がどのようなものであったのかは不明確である。
なお、権近の注釈によれば、朝鮮半島が大きく描かれているのは、見やすくするためにわざとしたことであるとのことである。

### 日本の地図
中国の2つの地図には、日本は東西に亘る3つの島として描かれている。これは、徐福の伝説に基づくところが大きいためと思われる。前漢時代に編纂された史記によると、徐福は海中に三つの山でできた島があるとの話を残しており、中国人は長い間それが日本の事だと信じていた。
龍谷大学図に描かれている日本は、これまでの中国の地図のものより正確な形をしているが、向きが90度回転している。この事実は学者達の興味を引き、邪馬台国の位置を巡る論争の根拠にもなった。もっとも、他の3図には普通に描かれており、龍谷大学図の日本列島の角度の方が例外である。
4つの複写地図に描かれた日本はそれぞれかなり異なっているため、元の図にどのように描かれていたかはよく分からない。本光寺図は海東諸国紀に収録された地図との類似点が多いため、情報が更新されているものと考えられている。
地図のうち、権近の業績に基づかない部分は、世宗実録の世宗即位年10月条に述べられている、朴敦之が1401年に日本を訪れた際に入手した地図に基づいているものと考えられてきた。しかしながら、朴敦之が大内氏の元に留まっていたのは1397年から1399年までのことであり、この説は明らかに間違っている。

## 内容

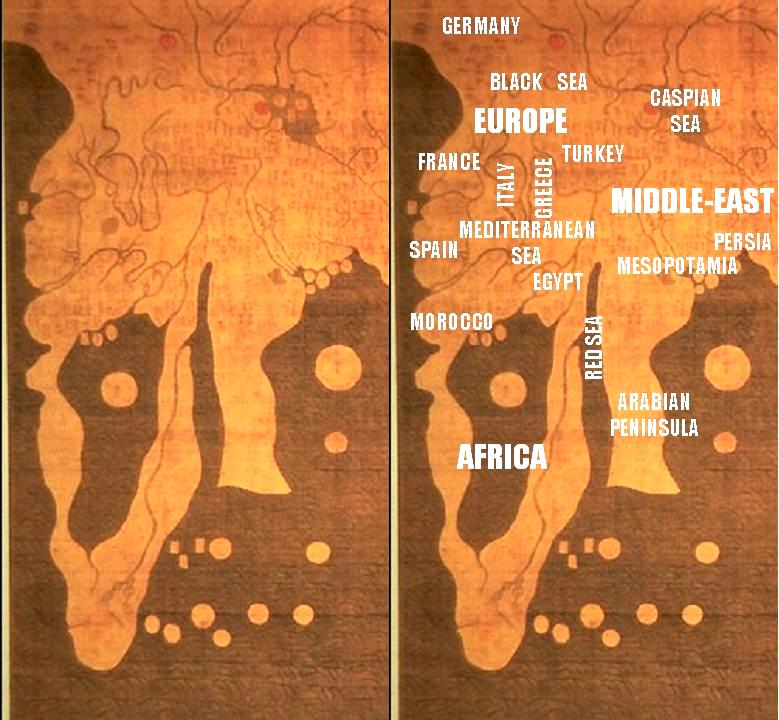
アフリカ、ヨーロッパ、中東の詳細

全体としては、疆理図は、李沢民の声教広被図に基づいている。西方地域の面積が実際よりも大分小さいものの、西方のアフリカ・ヨーロッパから東方の日本に至るまで旧世界の概要を正確に示している。つまり、東方社会ではモンゴル時代以前には知りえなかったアフロ・ユーラシア大陸についての地理的情報が含まれている。地図上の地名から、西方の情報は14世紀前半のものであると考えられている。この後も東方では、マテオ・リッチのようなヨーロッパ人が西洋の情報をもたらすまでは、西方の地理情報が更新されることはなかった。
これとは別に、中国とイスラムの地理情報は更新されている。更新されているのは、デリーとビシュバリク(zh,ウルムチ近郊)を結ぶ南北線より東の情報である（ビシュバリクはオゴデイからモンケ時代、モンゴル帝国の中央アジア行政の中心であった）。これよりも西の情報は、本当はビシュバリクの西なのに、北や東に描かれていることもある。例えば唐とアッバース朝が戦ったことで知られるタラス川はビシュバリクの北東に描かれているが、実際には北西に位置する。また、インドとチベットの地理は、唐を訪れた仏教徒の巡礼(en)などでもたらされた中国側の情報に基づいている。現在のデリー、ダウラターバードなどインド西部の地名から、このあたりの情報はイルハン朝から得られたものと思われる。
トルキスタン西部、イラン高原、アラビア半島、エジプト、アナトリア半島の描写は正確で詳細である。ユーラシア北西部の地名はまばらにしか記載されていないのに、これらの地域の地名はとても詳しい。この範囲はイルハン朝と、イルハン朝に北隣するジョチ・ウルスの領域と一致することから、これらの情報もイルハン朝から得られたものと見られる。
アフリカには35ほどの地名が書かれている。アフリカの海岸線についてはヨーロッパのヴァスコ・ダ・ガマらの情報よりも早い。特に南端についての情報は正確で、オレンジ川と見られる川も描かれている。アフリカ中央部についてはほとんど省略されているが、14世紀前半まで存在していたエジプトのアレクサンドリアの大灯台が描かれており、エジプト（アラビア語では本来「ミスル」 مصر Miṣr）を領有していたマムルーク朝の首都カイロや、東アフリカの中心的都市で12世紀から16世紀までソマリア以南を支配したベルベル系といわれるファフルッディーン家政権の首都であったモガディシュなどの地名も見られる。地中海の形も正確に描かれているが、他の海（黒く描かれている）とは異なり、陸地と同じ色で表されている。マグリブ(アフリカ北岸)とイベリア半島は正確だが、ジェノバとヴェネツィアが描かれていない。ヨーロッパの地名は100以上書かれており、ドイツのラテン語表記Alemaniaを意図したAlumangiaなどが見られる。

## 中国の探検
この地図には、古代中国の探検記録の実績も盛り込まれている。紀元前126年、前漢の張騫は国境よりも西方を探検し、ソグディアナ、フェルガナの大宛、パルティア、大秦と呼ばれたローマ帝国などが調査されている。また、西暦5世紀、中国東晋時代の僧法顕は初めて陸路インド洋にまで行き、船でインドとスリランカを訪問した。その後も中国は海外遠征を続け、とりわけ8世紀にはイスラムにまで達していた。唐の作家段成式（803？ - 863年）(zh)は西暦863年の著作の中で、東アフリカのソマリランドにある現在のベルベラと思われるボバリでの奴隷貿易、象牙貿易、竜涎香貿易について記述していることでも知られている。かなり時代は下るが14世紀の汪大淵は、船長として地中海にまで航海してエジプトマムルーク朝やモロッコにも訪問した。

### 外国語
- The Kangnido map
- Analysis of the Kangnido map
- The Da Ming Hun Yi Tu, or Amalgamated Map of the Great Ming Empire showing southern Africa and dating to 1389. Copy presented to S. African government